# Rhopalozetes capensis
Rhopalozetes capensis är en kvalsterart som beskrevs av Sandór Mahunka 1985. Rhopalozetes capensis ingår i släktet Rhopalozetes och familjen Microzetidae. Inga underarter finns listade i Catalogue of Life.